# ライスワイン
ライスワイン（英語：Ricewine、ドイツ語：Reiswein）は、米から作られた醸造酒（蒸留していない酒）。

## 日本
- 日本酒 - 澱粉が糖化し（並行複発酵）、甘みが感じられる。アルコール度数は16から20%である。
- みりん - 日本酒よりも発酵を抑えてあるため、糖度が高く、アルコール度数が低い。
- 甘酒 - 夏季などに短期間に発酵させることで、甘味を残した酒。乳酸発酵による弱い酸味がある。
- ミーリン酒(ミーリンチェ) - 沖縄石垣島の酒。蒸したもち米を広げて1週間ほど乾かし、麹が自然に付くのを待つ。その米と泡盛を甕に入れて、3ヶ月ほど発酵させる[1]。

## 朝鮮半島

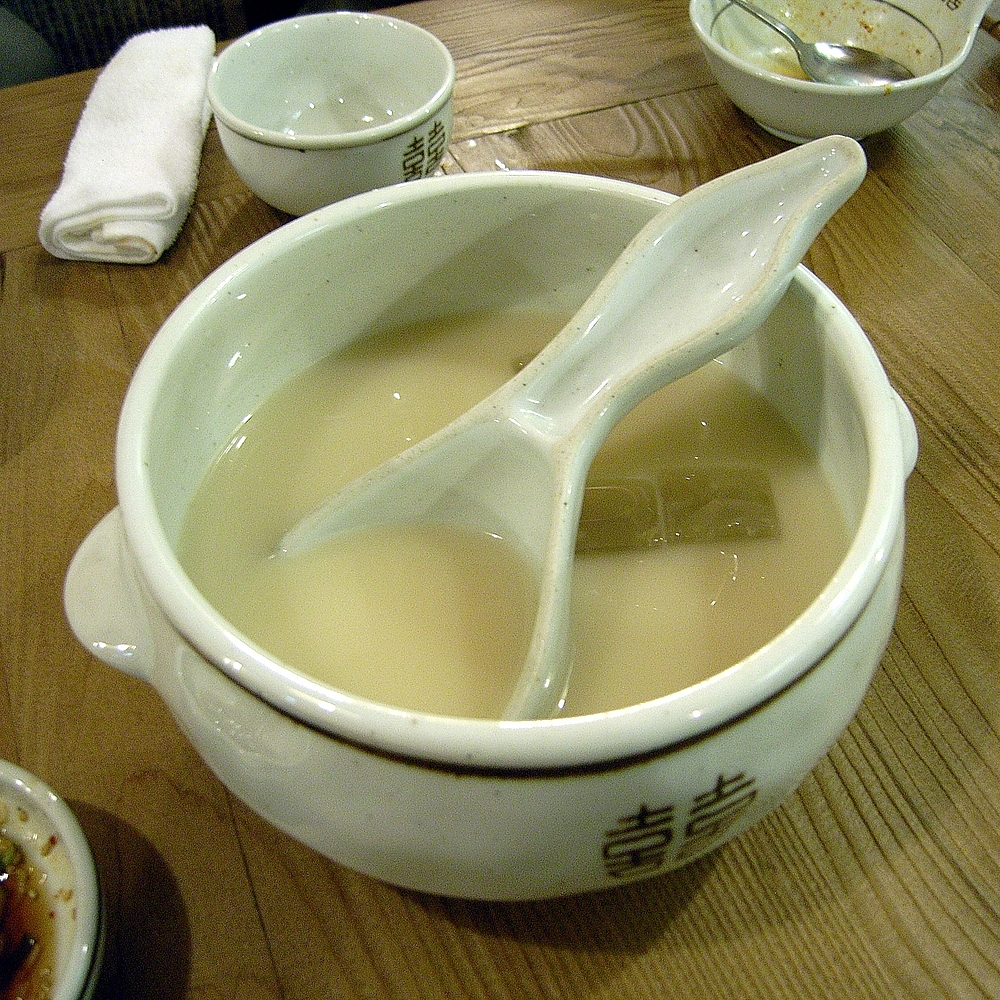
器に注がれたマッコリ

- チョンジュ(清酒、청주) - 朝鮮半島で作られる清酒。
  - 法酒 (법주、Beopju) チョンジュの一種。琥珀色で粘りがある。アルコール度数18%[2]。
- マッコリ(濁酒) - 朝鮮半島のどぶろく(濁り酒)。アルコール度数は6%から8%程度。甘酸っぱくコクがある[3]。
- シッケ(食醯、식혜、Sikhye) - 朝鮮半島の飲料で米を発酵させて作るが、アルコール分はほとんどない。麦芽で発酵させる [4]。
- ガムジュ (甘酒、감주、Gamju) - 朝鮮半島のどぶろく。甘味が強い。

## 中国

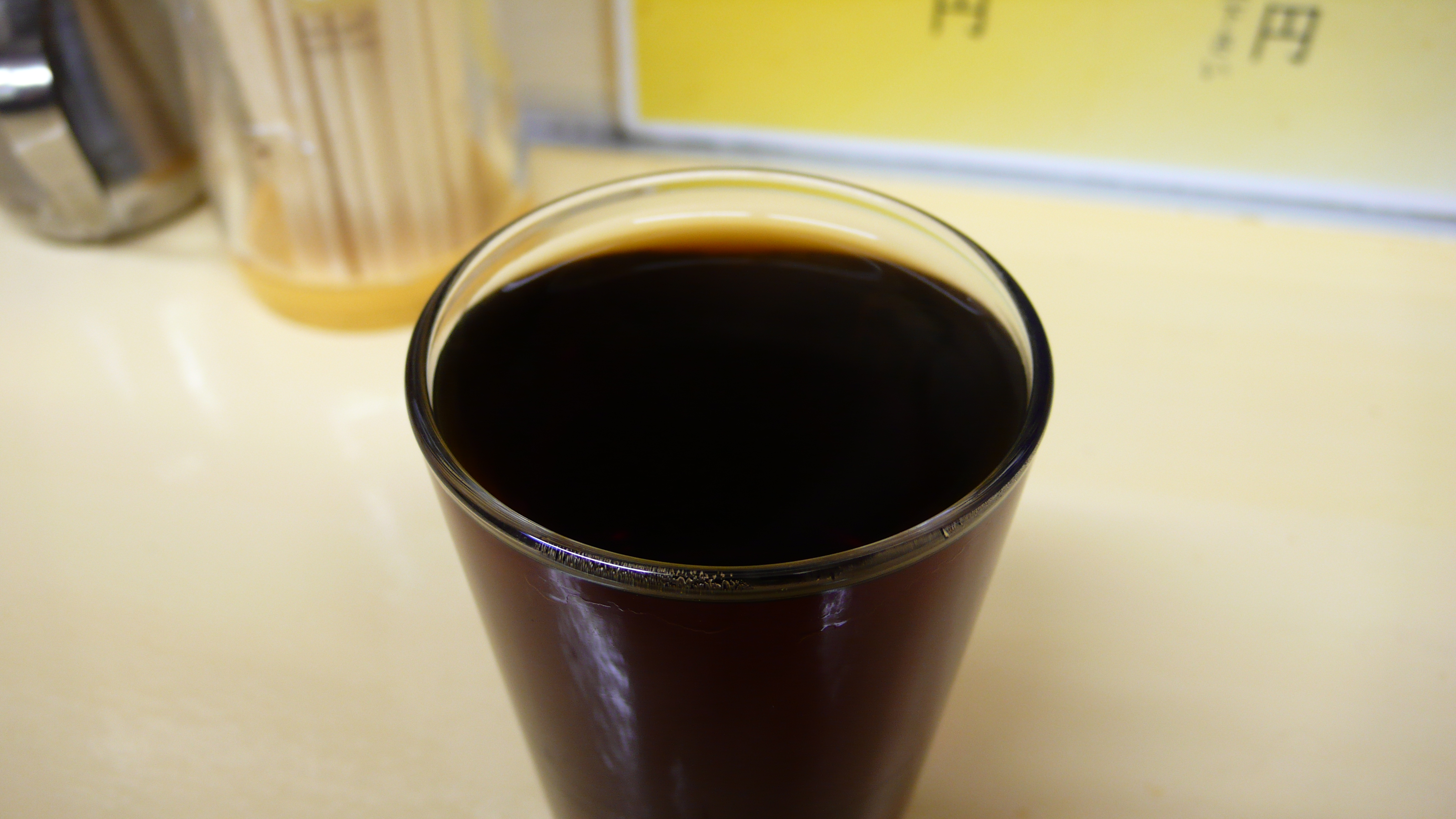
紹興酒

- 稠酒 (Choujiu) - 中国西安近辺のどぶろく。もち米を原料とする。
- 米酒(ミーチュウ) - 透明で甘味のある中国の米酒（台湾では蒸留酒を指す）。もち米から作る。中国南部では食後に供されることが多い。
- 紅酒(アンチュウ) - 中国南部の酒。もち米、紅麹、米酒を2週間ほど発酵させ、濾過してから数ヶ月熟成させる。アルコール分は21%から23%、やや酸味を感じる。長期熟成したものが好まれる[5]。（※中国では赤ワインのことも紅酒という。）
- 黄酒(ホアンチュウ) - もち米を原料とするが、糯粟、小麦が使われることもある。日本酒よりも酸度が高い[6]。
  - 紹興酒 - 黄酒の一種。

## 南・東南アジア

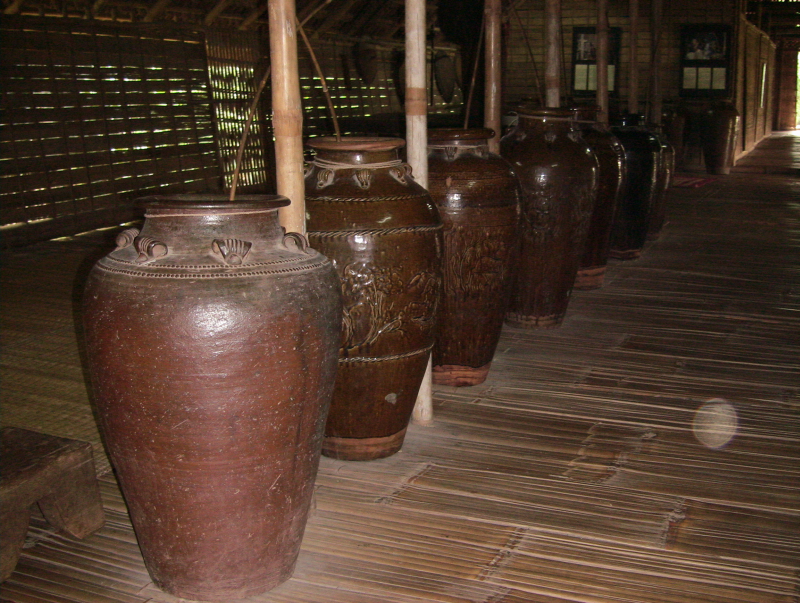
土器に入れられたルオウ・カン。ベトナムタイ・グエンのエデ族は米酒を好んで作る。

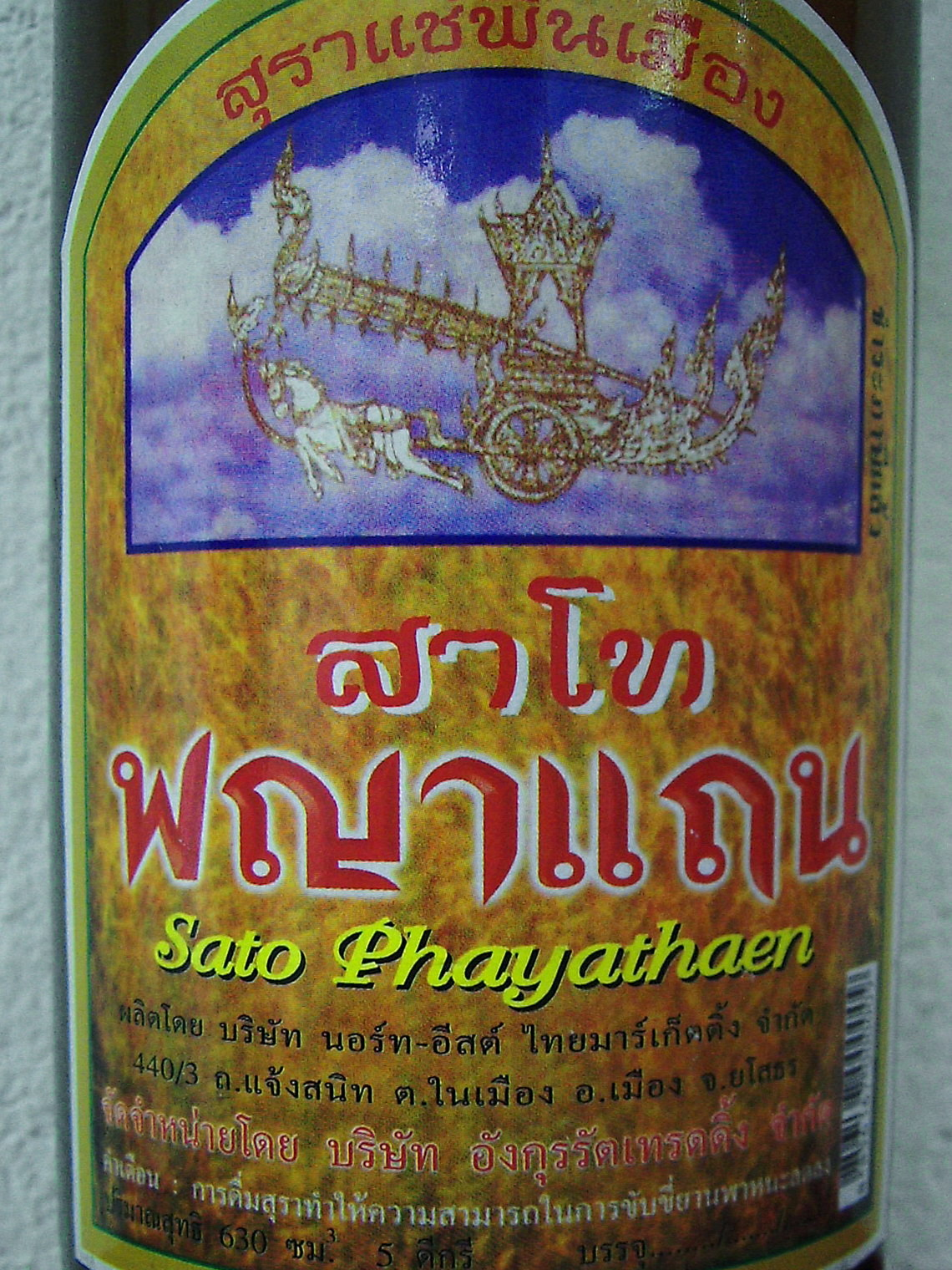
サトのラベル

- ブルム(Brem) - バリ島で作られる。甘味がある。蒸した米に麹を振りかけて、バナナの葉で包んで3日間発酵させる。3kgの米から2リットル取れる。絞った後、3ヶ月ほど熟成させることもあり、その場合、薄茶色となってアルコール度数も上がる[7]。バリ人は祭りのとき以外はあまり飲まない[8]。
- リヒン(Lihing) - インドネシアボルネオ島サバ州のカダザン族が造る、どぶろくの一種[9]。
- ルオウ・カン (Ruou can) - ベトナムの米酒。「Rượu」は酒、「cần」は瓶を意味する。カナ書きはズオウカン、ジウカーン、ルーカン、ジオカンなど。竹の筒を通して飲む。
- サト (Sato) - サートゥとも書く。タイイーサーン地方を起源とする米酒。炊いたもち米（食事の残りを使うことも多い）を水でほぐし、軽くあぶった麹を粉にして混ぜ、1週間ほど発酵させる。布で絞って飲む。甘味が強く、アルコール度数は低い[10]。
- タプイ (Tapuy) - フィリピンの米酒。ルソン島北部で作られる。
- タパイ (Tapai) - マレーシアボルネオ島サバ州の米酒。ババンガゾ村などで作られている[11][12]。
- トォン - ネパールのどぶろく。2度蒸した米に麦麹を混ぜ、甕に入れてその上に赤トウガラシなどを入れ、葉っぱや藁で蓋をして1週間ほど発酵させる[13]。
- トゥア(Tuak) - マレーシアボルネオ島サラワク州のイバン族 (Iban people) が作るどぶろく。
- アラ - ブータンのどぶろく。